# NSS-6
O NSS-6 é um satélite de comunicação geoestacionário europeu construído pela Lockheed Martin, ele está localizado na posição orbital de 95 graus de longitude leste e é operado pela SES World Skies divisão da SES. O satélite foi baseado na plataforma A2100AXS e sua expectativa de vida útil é de 14 anos.

## Lançamento
O satélite foi lançado com sucesso ao espaço no dia 17 de dezembro de 2002, às 23:04 UTC, por meio de um veículo Ariane-44L H10-3, a partir do Centro Espacial de Kourou, na Guiana Francesa. Ele tinha uma massa de lançamento de 4.700 kg.

## Capacidade e cobertura
O NSS-6 é equipado com 50 transponders em banda Ku para cobrir a Ásia, Austrália, África, Oriente Médio.